# Jesse Lacey

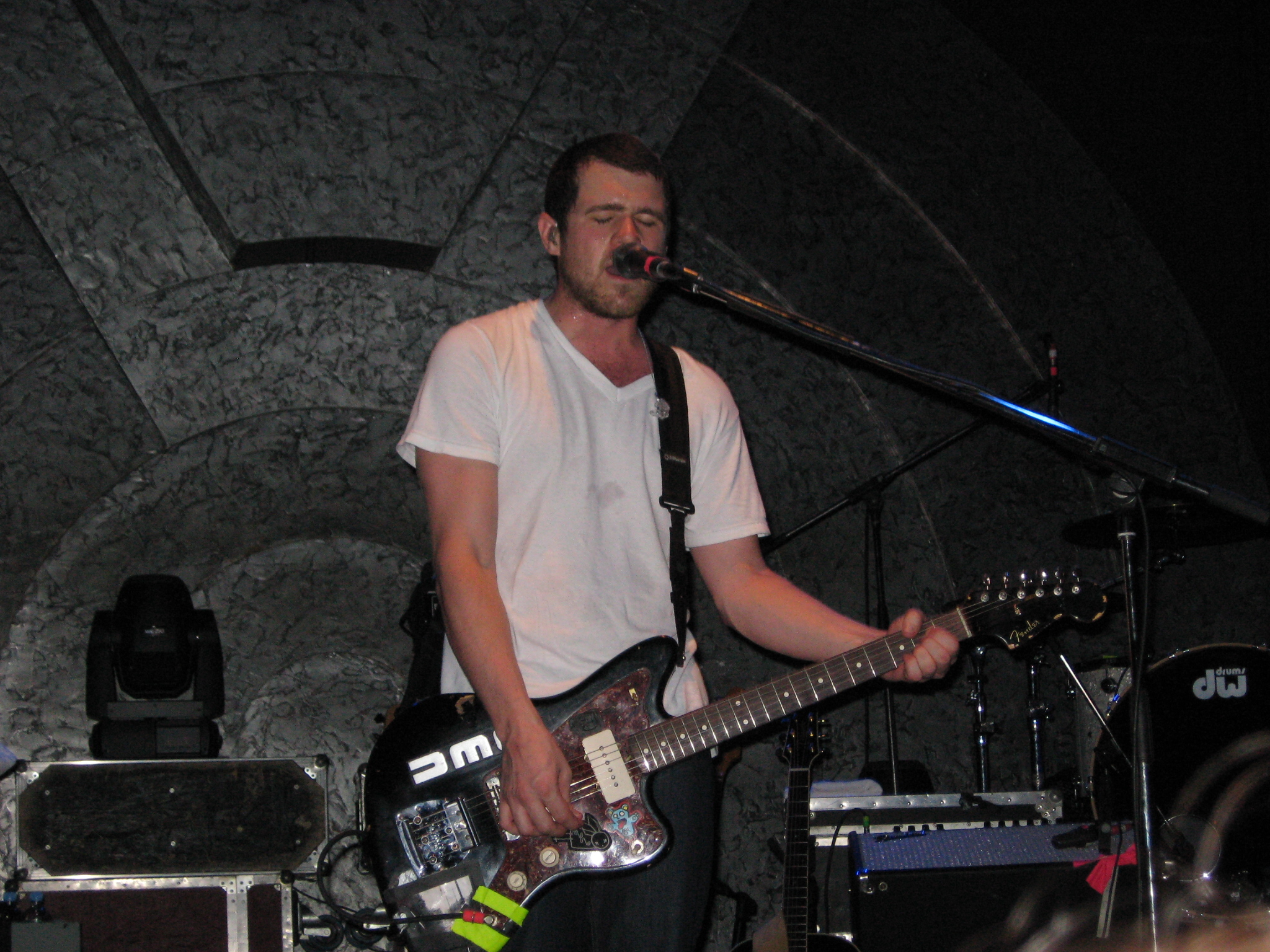
Jesse Lacey, 2008

Jesse Thomas Lacey (* 10. Juli 1978 in Long Island, New York) ist ein US-amerikanischer Musiker. Er ist Sänger, Gitarrist, Songwriter, Frontmann und teilweise auch Pianist der Band Brand New.

## Leben
Jesse Thomas Lacey wurde er als zweitältestes von sieben Kindern der Eltern Thomas und Sandy Lacey geboren. Lacey wuchs in einer christlichen Familie auf und besuchte eine christliche Privatschule. Später besuchte er die General Douglas MacArthur High School mit John Nolan. Dieser überzeugte ihn Bass zu lernen und gemeinsam gründeten die beiden mehrere Bands, darunter auch Taking Back Sunday. Lacey ist auf deren erster selbstbetitelter EP und der folgenden EP LUllaby (beide 2001) zu hören. Die beiden zerstritten sich jedoch, nachdem John Nolan Lacey die Freundin ausspannte. 
Zusammen mit Garrett Tierney und Brian Lane gründete er zunächst The Rookie Lot. Zusammen veröffentlichte man ein Demotape und eine Split-7’’ mit Yearly. Als dann Vincent Accardi hinzu stieß, war Brand New geboren. Etwa zur gleichen Zeit veröffentlichten Brand New und Taking Back Sunday ihre Debütalben. Auf beiden findet sich ein Disstrack, der der Trennung der beiden ehemaligen Freunde Rechnung trägt: Jesse Lacey schrieb Seventy Times 7 und Taking Back Sunday veröffentlichten There's No I in Team.
Zusammen mit Brand New veröffentlichte Lacey fünf Studioalben. Um 2005 hatte Lacey viele persönliche und gesundheitliche Probleme. Während dieser Zeit nahm die Band eine kurze Auszeit. 2008 gründete er zusammen mit seinen Bandkollegen das Independent-Label Procrastinate! Music Traitors.

## Solo und Gastauftritte
2004 hatte Lacey erste Soloauftritte, bei denen er Coverversionen und Brand-New-Material spielte. Zusammen mit seiner Frau Andrea nahm er den Song In Spite of Ourselves von John Prine auf.
2005 begann eine längere Zusammenarbeit mit Kevin Devine. Jesse Lacey ist auf drei Songs von dessen drittem Studioalbum Split the Country, Split the Street zu hören. Im Juli 2007 und 2008 tourten die beiden zusammen. Auf dem 2009er Album Brother’s Blood ist er auf dem Song Tomorrow’s Just Too Late zu hören. 2013 produzierte er Divines Album Bubblegum. 2016 erschien eine gemeinsame Split-7’’ unter dem Titel Devinyl Splits No. 6 auf dem Label Bad Timing Records.
Einen weiteren Gastauftritte hatte er auf dem Album This Is a Landslide von Intramural.

## Vorwürfe
Im November 2017 wurde Lacey vorgeworfen, im Jahr 2002 Nacktfotos von einem damals 15-jährigen Mädchen gefordert zu haben. Beide hatten sich bei einem Konzert seiner Band Brand New kennengelernt. Die Frau beschuldigte Lacey des Weiteren, sie dazu gedrängt zu haben, ihm beim Masturbieren zuzusehen. Wenig später meldete sich eine weitere Frau zu Wort, die behauptete, im Alter von 16 Jahren ebenfalls von Lacey im Internet belästigt worden zu sein, so soll er auch sie unter anderem nach Nacktfotos gefragt haben. Lacey veröffentlichte dazu auf seiner Facebook-Seite eine längere Stellungnahme, in der er sich für die Vorfälle entschuldigte und um Vergebung bat. Als Konsequenz aus den Vorwürfen sagte die Band eine geplante Tour durch Großbritannien und Irland ab, nachdem zuvor bereits mehrere geplante Vorbands ihre Teilnahme zurückgezogen hatten.

## Privatleben
Jesse Lacey ist mit Andrea King, einer bekannten Näherin, verheiratet. Das Paar hat eine gemeinsame Tochter.

## Diskografie
Soloveröffentlichungen
- 2016: Devinyl Splits No. 6 (Split-7’’ zusammen mit Kevin Devine, Bad Timing Records)

Mit Brand New
- siehe Brand New#Diskografie

Mit Rookie Lot
- 1998: Demo Tape
- 1999: The Rookie Lot/Yearly (Split-7’’)

Mit Taking Back Sunday
- 2001: Taking Back Sunday (EP)
- 2001: Lullaby (EP)

Gastbeiträge
- 2005: Cotton Crush, Afterparty und No One Else’s Problem auf Split the Country, Split the Streets von Kevin Devine
- 2007: Rocket auf This Is a Landslide von Intramural
- 2009: Tomorrow’s Just Too Late auf Brother’s Blood von Kevin Devine
- 2012: Cloak & Dagger auf Young Guns von Grace Read

Produktionen
- 2006: The Devil and God Are Raging Inside Me von Brand New (zusammen mit Mike Sapone und Brand New)
- 2009: Daisy von Brand New (zusammen mit Mike Sapone und Brand New)
- 2012: Bubblegum von Kevin Devine
- 2015: Devinyl Splits No. 4 von Cymbal Eat Guitars (ein Song zusammen mit Mike Sapone)